# 宇文直
宇文直（540年代—574年），字豆罗突，追尊周文帝宇文泰第八子，生母叱奴氏，北周宗室、官员。

## 生平
魏恭帝三年秋，封秦郡公，邑一千户。武成初年，出镇蒲州，拜大将军，進衛國公，邑万户。天和二年（567年）闰六月，权臣宇文护命襄州总管宇文直督柱国陆通、大将军田弘、权景宣、元定等出兵联合西梁和刚投梁的南朝陈叛将华皎攻陈。但周梁联军的战船被陈将淳于量大量击沉，火攻时又因为风向转了烧了自己，于是大败，宇文直逃回江陵，攻打郢州的元定因而成为孤军，元定被俘。宇文直归罪于西梁柱国殷亮，梁明帝明知殷亮无辜却不敢违抗，诛杀了殷亮。宇文直还想以军法惩治权景宣，周朝廷以他有大功，不忍加罪，派使者到军中将他赦免。
宇文邕與宇文直對抗宇文護，天和七年（572年）三月十四，宇文護從同州（今陕西大荔）回長安，宇文邕用計於宇文護，叫宇文護對太后朗讀《酒誥》勸她戒酒，讀到一半的時候，宇文邕猛然用玉板打宇文護的後背，把宇文護打倒；宇文邕令宦官何泉用刀殺宇文護，何泉惶懼而無法砍殺，這時宇文直從門後衝出，殺死宇文護。建德三年（574年），進爵為王。但宇文直却因异母兄宇文宪受到重用而不满，欲取而代之不果，迁怒宇文邕。七月，武帝宇文邕前往雲陽（今陝西涇陽西北），二十七日宇文直在长安举兵攻肃章门。
長安留守薛公長孫覽見狀，逃奔雲陽，獨留尉遲運緊閉宮門不讓宇文直入宮，宇文直下令放火烧门，尉遲運也在門內放火，宇文直見大火無法進入，只得離去，尉遲運趁機奋勇追击，擊敗其兵。宇文直逃至荆州（今湖北江陵）被擒，免为庶人，囚于别宫，因仍有異志，被诛杀，国除，谥剌，故史称卫剌王。

## 家庭
十个儿子：宇文贺、宇文宾（字乾瑞，当时出继堂伯父宇文菩提）、宇文塞、宇文响、宇文贾、宇文秘、宇文津、宇文乾理、宇文乾璪、宇文乾琮也被诛杀。